# Shang Xiang
Shang Xiang (Del chino: 上庠; pinyin: shàng xiáng; Wade–Giles: shang hsiang), fue una escuela fundada en la era Yu Shun (虞舜).
El Emperador Shun fundo dos escuelas, una superior llamada Shang Xiang (shang (上), significa arriba y alto), y otra llamada Xia Xiang (下庠, xia (下) significa abajo o bajo).
Shang Xiang fue el sitio para educar a jóvenes nobles. Los profesores de Shang Xiang fueron generalmente eruditos, ancianos o personas nobles.